# Interserie 1970

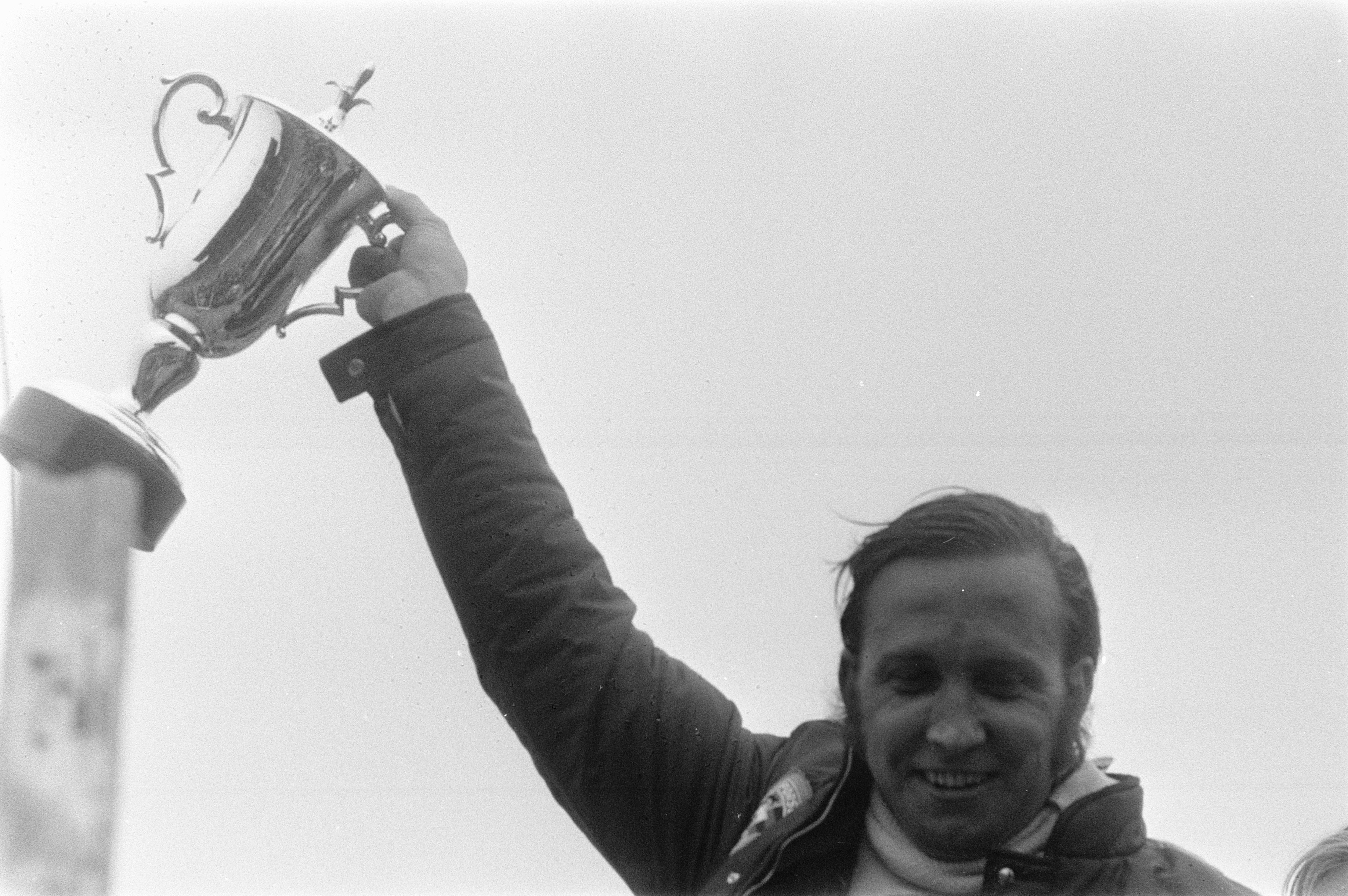
Jürgen Neuhaus, erster Gesamtsieger der Interserie

Die Interserie 1970 war die erste Saison der europäischen Sportwagenmeisterschaft Interserie. Sie begann am 28. Juni und endete am 11. Oktober.

## Meisterschaft
1969 fiel die Entscheidung in Europa eine Meisterschaft wie die nordamerikanische Can-Am-Serie zu etablieren. Die erste Saison dieser Meisterschaft fand 1970 statt, ausgeschrieben für Fahrzeuge, die dem technischen Reglement der Sportwagen-Weltmeisterschaft 1970 entsprachen.
Gefahren wurden sechs Rennen, mit Renndistanzen zwischen 50- und 300 Meilen. Das kürzeste Rennen war das 50-Meilen-Rennen von Croft, dass nur knapp 30 Minuten dauerte und mit dem Sieg von Helmut Kelleners in einem March 707 endete. Die längste Renndistanz gab es beim Saisonabschluss in Hockenheim eine 300-Meilen-Distanz, die einer Fahrzeit des Siegers von 2:42:12,600 Stunden entsprachen. Mit dem zweiten Rang sicherte sich dort Jürgen Neuhaus im Porsche 917K den ersten Fahrertitel der Interserie.

## Rennkalender
| Nr. | Datum         | Rennname / Rennstrecke                                   | Team                              | Gesamtsieger     | Fahrzeug     | Meisterschaft |
| --- | ------------- | -------------------------------------------------------- | --------------------------------- | ---------------- | ------------ | ------------- |
| 1   | 28. Juni      | 200-Meilen-Rennen von Nürnberg (Norisring)               | Gesipa Racing Team                | Jürgen Neuhaus   | Porsche 917K | Alle          |
| 2   | 5. Juli       | 200-km-Rennen von Hockenheim (Hockenheimring)            | The Paul Watson Race Organisation | Vic Elford       | McLaren M6B  | Alle          |
| 3   | 11. Juli      | 50-Meilen-Rennen von Croft (Croft Circuit)               | Deutsche Auto Zeitung             | Helmut Kelleners | March 707    | Alle          |
| 4   | 23. August    | 100-Meilen-Rennen von Keimola (Keimolan Moottoristadion) | A.A.W. Racing Team                | Gijs van Lennep  | Porsche 917K | Alle          |
| 5   | 20. September | 60-Meilen-Rennen von Thruxton (Thruxton Circuit)         | Gesipa Racing Team                | Jürgen Neuhaus   | Porsche 917K | Alle          |
| 6   | 11. Oktober   | 300-Meilen-Rennen von Hockenheim (Hockenheimring)        | Deutsche Auto-Zeitung             | Helmut Kelleners | March 707    | Alle          |

## Fahrer-Meisterschaft

### Gesamtwertung
| Position | Fahrer                | Team                              | Fahrzeug                    | Punkte |
| -------- | --------------------- | --------------------------------- | --------------------------- | ------ |
| 1        | Jürgen Neuhaus        | Gesipa Racing Team                | Porsche 917K                | 57     |
| 2        | Gijs van Lennep       | Racing Team AAW                   | Porsche 917K                | 40     |
| 3        | Helmut Kelleners      | Deutsche Auto Zeitung             | March 707                   | 24     |
| 4        | Ronnie Peterson       | Ecurie Bonnier                    | Lola T70 Mk3 B GT Lola T210 | 14     |
| 5        | Jo Bonnier            | Ecurie Bonnier                    | Lola T70 Mk3 B GT           | 13     |
| 6        | Vic Elford            | Paul Watson Race Organisation     | McLaren M6B                 | 12     |
| 7        | Helmut Marko          | Martini Racing Team               | Porsche 908/02              | 11     |
| 8=       | Teddy Pilette         | Racing Team VDS                   | Lola T70 Mk3 B GT           | 10     |
| 8=       | Chris Craft           | Ecurie Evergreen                  | McLaren M8C Lola T210       | 10     |
| 8=       | Michel Weber          | Gesipa Racing Team                | Porsche 908/02              | 10     |
| 11=      | David Piper           | David Piper Autoracing            | Porsche 917K                | 9      |
| 11=      | Gérard Larrousse      | Martini Racing Team               | Porsche 917K                | 9      |
| 13=      | Pedro Rodríguez       | Sports Cars Broström              | Porsche 917K                | 8      |
| 13=      | John Lepp             | Lepps the Jewellers               | Spectre GP6                 | 8      |
| 13=      | David Prophet         | Bill Bradley Racing               | McLaren M12                 | 8      |
| 16=      | Herbert Schultze      | Alfa Romeo Deutschland            | Alfa Romeo T33/3            | 7      |
| 16=      | Terry Croker          | A.&J. Motors Ltd.                 | Lola T70 MK3 B GT Lola T210 | 7      |
| 18=      | Niki Lauda            | Bosch Racing Team                 | Porsche 908/02              | 6      |
| 18=      | Helmut Leuze          | Asahi Pentax Racing Team          | Porsche 908/02              | 6      |
| 20=      | Richard Attwood       | David Piper Autoracing            | Lola T70 MK3 B GT           | 5      |
| 20=      | John Burton           | Worcestershire Racing Association | Chevron B16                 | 5      |
| 22=      | Karl von Wendt        | German BG Racing Team             | Porsche 908/02              | 2      |
| 22=      | Jeremy Richardson     | Daren Cars Ltd.                   | Daren Mk.2B                 | 2      |
| 22=      | Hans-Dieter Blatzheim | Hans-Dieter Blatzheim             | Porsche 907                 | 2      |
| 25=      | Giampiero Moretti     | Scuderia Picchio Rosso            | Ferrari 512S                | 1      |
| 25=      | Brian Robinson        | Brian Robinson                    | Chevron B16                 | 1      |
| 25=      | Leo Kinnunen          | Bill Bradley Racing               | McLaren M12                 | 1      |